# Alyssa Reid
Alyssa Ashley Reid (* 15. März 1993 in Edmonton, Alberta) ist eine kanadische Singer-Songwriterin.

## Werdegang
Reid veröffentlichte mit Unterstützung des Rappers P. Reign im November 2010 die Single Alone Again, die auf dem Song Alone der Gruppe Heart aus dem Jahr 1987 basiert. Die Aufnahme erreichte im April 2011 Platz 4 der Canadian Hot 100 und wurde dort mit Gold ausgezeichnet.
Das US-amerikanische Branchenmagazin Billboard kürte sie im Februar 2011 zur Nummer eins unter den Canadian Emerging Artists. Im gleichen Jahr wurde sie für den MuchMusic Video Award in der Kategorie Popvideo des Jahres nominiert.
2013 veröffentlichte sie die neuen Singles Running Guns und Satisfaction Guaranteed als Vorboten des neuen Albums. Letztere erreichte dabei Platz 25 der kanadischen Charts und eine Goldene Schallplatte. Ihr zweites Album Time Bomb kam im Februar 2014 auf den Markt.

## Diskografie
Alben
- 2011: The Game
- 2014: Time Bomb
- 2015: Phoenix
- 2021: ASHS

Singles
- 2010: If You Are
- 2011: Alone Again (feat. P. Reign / Jump Smokers!)
- 2011: The Game
- 2012: Talk Me Down
- 2013: Running Guns
- 2013: Satisfaction Guaranteed
- 2014: Hurricane
- 2014: We Are Stars (Virginia To Vegas feat. Alyssa Reid, CA: Platin)
- 2015: Dangerous
- 2016: Rollercoaster
- 2016: Badlands
- 2017: High
- 2018: Burnout
- 2021: Alone Again (Initi8 Remix)
- 2022: Roses
- 2022: Like a Song
- 2022: When it hurts